# Tone Ferenc

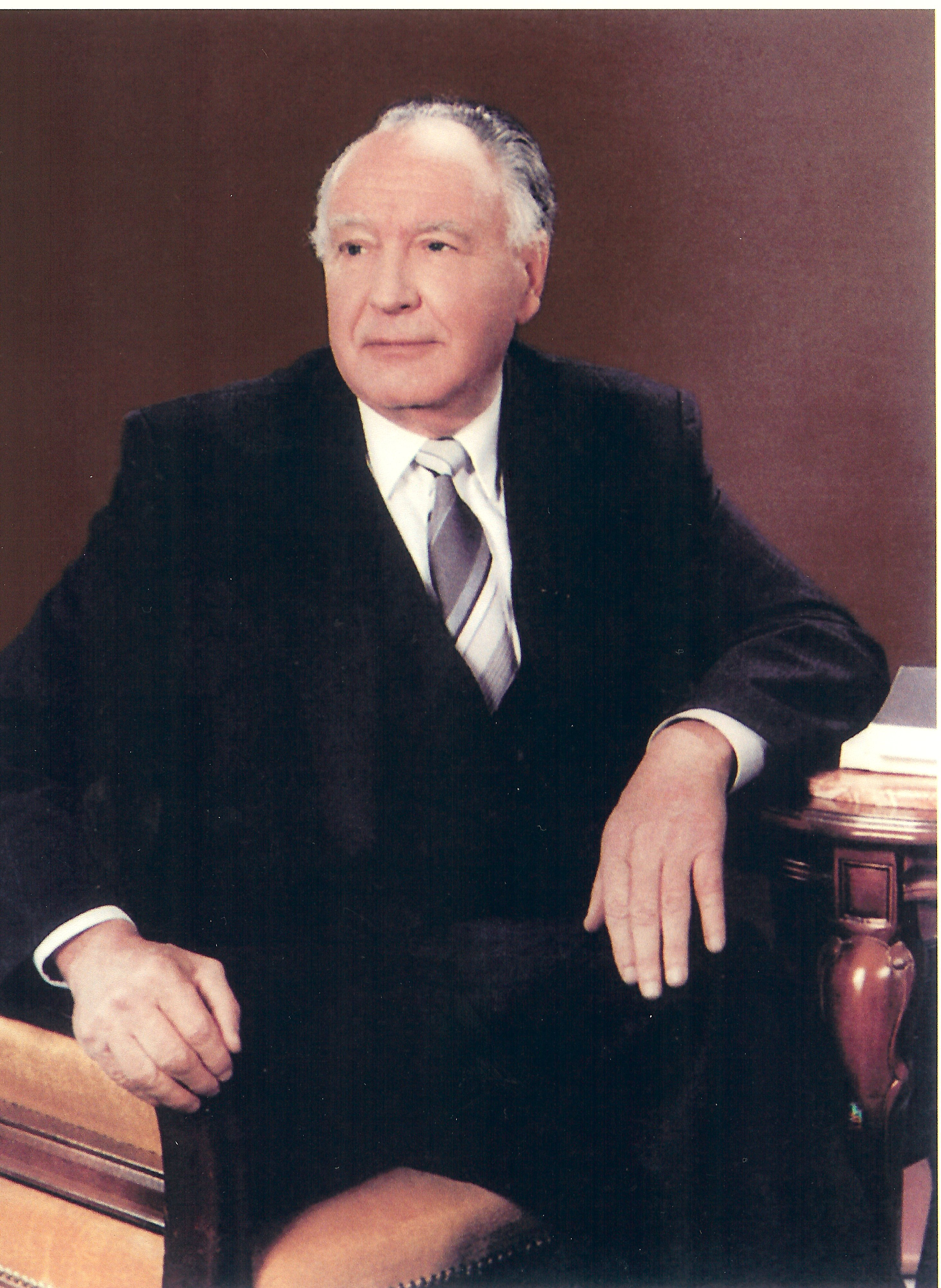
Tone Ferenc

Tone Ferenc (* 6. Dezember 1927 in Veržej; † 25. Oktober 2003 in Ljubljana) war ein jugoslawischer Historiker slowenischer Herkunft und Professor an der Universität Ljubljana. Der Großteil seiner Forschungsarbeiten befasst sich mit der Geschichte Sloweniens im Zeitraum 1941–45.

## Werdegang
Tone Ferenc studierte an der Universität Ljubljana Geschichte mit Abschluss 1956 und wurde 1965 an der Universität Belgrad mit einer Dissertation über die nationalsozialistische Entnationalisierungspolitik in Slowenien in den Jahren 1941–1945 promoviert. 1956 nahm er nach seinem Abschluss an der Fakultät für Künste in Ljubljana eine Tätigkeit als Archivar im Museum der Nationalen Befreiung in Ljubljana an (heute Slowenisches Museum für Neuere Geschichte). Drei Jahre später begann er am damaligen Institut für die Geschichte der Arbeiterbewegung (heute: Institut für neuere Geschichte Sloweniens) zu arbeiten, wo er bis zu seiner Pensionierung im Jahr 1997 mit kurzen Pausen blieb. Von 1981 bis 1996 lehrte er als ordentlicher Professor für Geschichte des Zweiten Weltkriegs an der Universität Ljubljana.
Seine wissenschaftlichen Arbeiten beschäftigen sich vorrangig mit der Besatzungsgeschichte und dem nationalen Befreiungskampf in Slowenien, insbesondere mit den Problemen der Besatzung, Annexion, Entnationalisierungspolitik, Ausbeutung materieller Kräfte und Gewalt bis hin zum Widerstand.

## Auszeichnungen (Auswahl)
Tone Ferenc erhielt er zahlreiche Auszeichnungen und Anerkennungen, darunter die Silberne Freiheitsmedaille der Republik Slowenien (Srebrni častni znak svobode Republike Slovenije).

## Familie
Der slowenische Historiker Mitja Ferenc ist der Sohn von Tone Ferenc.

## Veröffentlichungen (Auswahl)
- Veröffentlichung auf Worldcat
- Veröffentlichungen im slowenischen Bibliothekenportal COBISS
- Publikationen in deutscher Sprache[7]
- Die Massenvertreibung der Bevölkerung Jugoslawiens während des Zweiten Weltkrieges und der missglückte Plan einer Ansiedlung von Slowenen in Polen. Studia Historiae Oeconomicae III ( 1973 ) , pp. 51–76. Internet
- Quellen zur nationalsozialistischen Entnationalisierungspolitik in Slowenien 1941 bis 1945, Maribor 1980.[8]